# António Manuel Hespanha
António Manuel Botelho Hespanha (Coimbra, 1945 – Lisboa, 1 de julho de 2019) foi um historiador e jurista português.
Licenciado e pós-graduado em Direito (Ciências Histórico-Jurídicas) e doutorado e agregado em História Institucional e Política, docente e investigador.
Sendo um dos historiadores mais citados internacionalmente, foi considerado, juntamente com o espanhol Bartolomé Clavero, um dos grandes renovadores da história institucional e política dos países ibéricos e suas extensões coloniais. "A forte influência de suas ideias sobre as gerações mais novas de historiadores e de juristas se vê fácil e reiteradamente na base da argumentação de grande quantidade de estudos desenvolvidos em Portugal e no Brasil, principalmente, mas, também, em vários outros países europeus e nos Estados Unidos."
Para além de numerosa colaboração dispersa em jornais e revistas especializadas, portuguesas e estrangeiras, e de várias traduções e adaptações de obras de referência no campo da História do Direito possui uma extensa bibliografia de obras publicadas sobre essa temática.
Faleceu a 1 de julho de 2019, com 74 anos.

## Obra e influência
António Manuel Hespanha é autor de diversos artigos e livros sobre História do Direito e das Instituições, dos quais talvez o mais conhecido seja "As Vésperas do Leviathan", um vasto quadro das ideias e práticas políticas no Portugal do Antigo Regime, isto é, anterior às revoluções liberais.
Este livro tem sido complementado por estudos de detalhe, no sentido de identificar pontos de alteridade entre a organização política e jurídica do Antigo Regime e a da modernidade. Os mais antigos foram recolhidos no livro “La gracia del derecho. Economía de la Cultura en la Edad Moderna”.
Outros estudos, temáticamente mais homogéneos, em torno da linguagem da desvalorização social, estão, agora em 2010, publicados, em “Imbecillitas. As bem-aventuranças da inferioridade nas sociedades de Antigo Regime”.
Os estudos mais recentes sobre as lógicas sociais e político-jurídicas do Antigo Regime têm consistido na aplicação do anterior paradigma explicativo à sociedade colonial brasileira, tendo sido reunidos no livro de 2010 “O caleidoscópio do Antigo Regime”.
No domínio da história do direito, o seu livro de 1996 “Cultura jurídica europeia. Síntese de um milénio”, tem tido edições em várias línguas (português, italiano, chinês e castelhano), sendo adoptado como texto de referência em diversas universidades.
Prolongando os seus estudos de história institucional e jurídica para o século XIX, Hespanha publicou em 2004 um largo ensaio sobre o sistema político e jurídico do constitucionalismo monárquico português (“Guiando a mão invisível. Direitos, lei e Estado no liberalismo monárquico português”) destacando as inconsequências das etiquetas “liberal” e “legalista” coladas aos sistema político-jurídico deste período. Numa ulterior versão, bastante modificada, publicada no Brasil (”Hércules Confundido. Sentidos Improváveis e Variados do Constitucionalismo Oitocentista. O Caso Português”) em 2009, acrescentou um olhar crítico sobre as inovações constitucionais do “vintismo”, na linha do que vem sendo defendido, para a Constituição de Cádis (1812) por alguma historiografia constitucional espanhola recente.
Na última década tem publicado trabalhos sobre introdução ao direito, com uma acentuada componente teórica, de sentido “pluralista” e “realista”.
Destaca-se o livro “O caleidoscópio do direito. O direito e a justiça nos dias e no mundo de hoje”, onde faz uma revisão da dogmatica jurídica mais tradicional, sobretudo à luz dos contributos teóricos de Herbert Lionel Hart, Jürgen Habermas e Niklas Luhmann; os quais, na sua opinião, obrigam a uma profunda revisão das teorias estabelecidas, tanto das fontes do direito, como da norma.
Nestes planos, Hespanha, insiste na ideia de que as normas do direito devem ser dotadas de uma adequada verificabilidade que impeça o arbítrio da interpretação, aplicação e construção dogmática.
Neste sentido, adota as posições de um realismo positivista, pós-estatalista mas, ainda assim, vinculado a uma legitimação democrática do direito, construída embora em moldes diferentes dos caraterísticos do Estado-Nação.[carece de fontes?]
Do ponto de vista metodológico, integra-se nas correntes que, marcadas pelo conceito de "ruptura histórica", têm destacado a alteridade dos modelos culturais, políticos e jurídicos dos períodos históricos pré-contemporâneos; partindo daqui, quer para uma crítica de um uso da história como legitimação do presente, quer para uma crítica das pretensões do direito e da política contemporâneos de ter atingido formas universais e a-históricas de regulação.

## Carreira
Licenciado e pós-graduado em Direito (Ciências Histórico-Jurídicas) pela Universidade de Coimbra, onde foi assistente de Direito Romano (1968-1974).
Director-geral do Ensino Superior (1974-1975) e inspector-superior do Ministério da Educação (1975-1978).
Assistente da Faculdade de Direito da Universidade de Lisboa (1978-1984).
Professor do Departamento de História da Faculdade de Ciências Sociais e Humanas da Universidade Nova de Lisboa (1985), onde se doutorou (1987) e agregou (1994) em «História Institucional e Política (séculos XIV-XVIII)», com uma dissertação depois publicada sob o título "Las vísperas del Leviathan. Instituciones y poder politico (Portugal, siglo XVII)".
Em 1988 ingressou no Instituto de Ciências Sociais da Universidade de Lisboa, de que ainda é investigador honorário.
De 1999 a 2011, ano da sua jubilação, foi Professor Catedrático da Faculdade de Direito da Universidade Nova de Lisboa, onde leccionava matérias de História e de Teoria do Direito.
De 1988 a 2005 e de 2011 a 2012 foi Professor Catedrático convidado dos departamentos de Direito, de História e de Relações Internacionais da Universidade Autónoma de Lisboa, onde leccionou História das Instituições, Filosofia do Direito e Teoria do Estado.
Entre 1995 e 1998 foi comissário-geral da Comissão Nacional para as Comemorações dos Descobrimentos Portugueses (CNCDP).
Foi professor convidado da Universidade de Yale, da Universidade Autónoma de Madrid,da Facoltà di Scienze Politiche da Universidade de Messina, da Universidade de Macau e da Universidade Autónoma de Lisboa (Departamentos de História e de Direito, bem como Directeur d’Études invité da École des Hautes Études en Sciences Sociales, de Paris, onde proferiu, em 1997, a lição inaugural do ano académico (Conférences March Bloch).
É membro correspondente estrangeiro do Instituto Histórico-Geográfico Brasileiro, sediado no Rio de Janeiro (2003) e do Instituto de Investigaciones de Historia del Derecho de Buenos Aires (2003).
Membro dos Conselhos Científicos da Fundação para a Ciência e Tecnologia (FCT) (Portugal), Maison des Sciences de l’Homme.
Ex-Presidente do Conselho Científico da Fundação para a Ciência e Tecnologia (área de Ciências Sociais e Humanidades).
Director do CEDIS, Centro de Estudos sobre Direito em Sociedade, da Faculdade de Direito da Universidade Nova de Lisboa e ex-membro estrangeiro eleito do Conseil National pour la Recherche Scientifique (França).
Peer Reviewer da European Science Foundation para a área de Humanities (desde 2008).
Avaliador do Ministério da Educação de Espanha para o programa Consolider (desde 2008).
Politicamente, e depois de militância católica na juventude (até 1966), foi militante do Partido Comunista Português (até 1988). Posteriormente assumiu posições próximas do Bloco de Esquerda. Em 2000 apoiou Jorge Sampaio na sua candidatura a um segundo mandato como Presidente da República.[carece de fontes?]

## Homenagens
- Grande-Oficial da Ordem Militar de Sant'Iago da Espada, em 9 de junho de 2000.[21]
- Prémio Totta/Universidade de Coimbra (2005).[22]
- Doutor Honoris Causa pela Universidade de Lucerna, em 4 de novembro de 2010[23]
- Doutor Honoris Causa pela Universidade Federal do Paraná (Brasil), em 19 de junho de 2013[24]

### Obras publicadas
- "A História do Direito na História Social"; Lisboa, Livros Horizonte, 1977.
- "História das Instituições. Épocas medieval e moderna"; Coimbra, Almedina, 1982.
- "Poder e Instituições na Europa do Antigo Regime" (prefácio e selecção de textos), Lisboa, Gulbenkian, 1984.
- "Poder e Instituições no Antigo Regime. Guia de Estudo" Lisboa, Cosmos, 1992.
- "Lei, Justiça, Litigiosidade. História e prospectiva"; Lisboa, Gulbenkian, 1993.
- "La gracia del derecho. Economía de la Cultura en la Edad Moderna "; Madrid, Centro de Estúdios Constitucionales, 1993.
- "As Vésperas do Leviathan. Instituições e Poder Político. Portugal, séc. XVIII"; Coimbra, Almedina, 1994; (ed. Castelhana, Madrid, Tecnos, 1989).
- "A História de Portugal" (coord. José Mattoso), vol. IV (O Antigo Regime) (autor e coord.); Lisboa, Círculo de Leitores, 1994.
- "História de Portugal moderno. Político-institucional"; Lisboa, Universidade Aberta, 1995; (ed. brasileira, 2006).
- "Cultura Jurídica Europeia. Síntese de um milénio", Lisboa, Europa-América, 1996; (ed. italiana, 2000; ed. castelhana, 2002; ed. brasileira, 2005).
- "Panorama da História Institucional e Jurídica de Macau", Macau, Fundação Macau, 1995.
- "Há 500 anos. Três anos de comemorações dos descobrimentos portugueses", Lisboa, Comissão dos Descobrimentos, 1999.
- "O orientalismo em Portugal". Catálogo da exposição (organização), Lisboa, Comissão dos Descobrimentos, 2000.
- "O Milénio português. Séc. XVII", Lisboa, Círculo de Leitores, 2001.
- "Feelings of justice in the Chinese community of Macao" (coord. e autor), 2003.
- "História militar de Portugal", vol. II (Época moderna) (coord.), Lisboa, Círculo de Leitores, 2004.
- "Guiando a mão invisível. Direito, Estado e lei no liberalismo monárquico português", Coimbra, Almedina, 2004.
- “Inquérito aos sentimentos de justiça num ambiente urbano” (coord. e autor); Lisboa, Ministério da Justiça, GPLP, 2005.
- “O direito dos letrados”; Florianópolis, Fundação Boiteux, 2006.
- “O caleidoscópio do direito. O direito e a justiça nos dias e no mundo de hoje”; Almedina Editores, 2007; 2ª ed. alterada, 2009.
- ”Hércules Confundido. Sentidos Improváveis e Variados do Constitucionalismo Oitocentista. O Caso Português”; Curitiba, Juruá, 2009.
- “Imbecillitas. As bem-aventuranças da inferioridade nas sociedades de Antigo Regime”; São Paulo, Annablume, 2010.
- “A política perdida - Ordem e Governo Antes da Modernidade"; Curitiba, Juruá Editora, 2010.
- “O caleidoscópio do Antigo Regime”; São Paulo, Alameda, 2010.
- Tradutor de obras de Franz Wieacker, John Gilissen, Arthur Kaufmann e Winfried Hassemer e Horst Dippel.
- Coordenação (em colaboração com Cristina Nogueira da Silva) do Projecto “Arquivos Digitais da História do Direito Português” (digitalização de toda a literatura jurídica académica portuguesa do século XIX: www.fd.unl.pt)

### Obras ou comentários extensos sobre a sua obra
- Zabalza, José Ignacio Lacasta - “Antiformalismo jurídico "Fin de siglo": su gracia e inconvenientes. Contraponto jurídico y moderadamente formalista al ideario plenamente antiformalista de Antonio Hespanha", Ius fugit, 3/4 (1994-1995), (pp. 437-456).
- Torre, Angelo - “Percorsi della pratica. 1966-1995”, Studi storici, 1995, (pp. 799-829).
- Bizzochi, Roberto - “Storia debile, storia forte”, Storia, 1996, (pp. 93-114).
- Petit, Carlos - “Estado de Dios, gracia de Hespanha”, Quaderni fiorentini per la st. del pensiero giuridico moderno, 1998 (também em Initium. Revista Catalana d'Història del Dret nº1) [Homenatge al prof. Josep M. Gay i Escoda] (1996).
- Fonseca, Ricardo Marcelo – “Direito e história: relações entre concepções de história, historiografia e a história do direito a partir da obra de António Manuel Hespanha”; Curitiba, Dezembro 1997.
- Petraglia, G. - "«Stato» e «moderno» in Italia e nel Rinascimento”, in Storica, 8 (1997).
- Mineo, E. Igor - “Mineo legge Hespanha” (Recensão a A.M. Hespanha, "Introduzione alla storia del diritto europeo", II Mulino, Bologna 1999), Storica, vol. 15, 1999,(pp. 146-151).
- Martínez Pérez, Fernando - “Los dos Hespanhas” (Recensión de A.M. Hespanha, "Guiando a mão invisível. Direitos, Estado e Lei no liberalismo monárquico português", Coimbra, Almedina, 2004, 588 pp.) (Historia Constitucional (revista electrónica), nº 6, 2005.